# Georgia en los Juegos Olímpicos de Sochi 2014
Georgia estuvo representada en los Juegos Olímpicos de Sochi 2014 por un total de 4 deportistas que compitieron en 2 deportes. Responsable del equipo olímpico fue el Comité Olímpico Nacional de Georgia, así como las federaciones deportivas nacionales de cada deporte con participación.
La portadora de la bandera en la ceremonia de apertura fue la esquiador alpino Nino Tsiklauri. El equipo olímpico georgiano no obtuvo ninguna medalla en estos Juegos.